# Beautiful Katamari Damacy
Beautiful Katamari Damacy är ett datorspel, utvecklat och utgivet av Namco 2007 till Xbox 360. Spelet är den fjärde delen i Katamari-serien.
Spelet var till en början planerad att släppas till Playstation 3, utöver Xbox 360. Planerna på en Playstation 3-version lades dock ner på grund av porteringsproblem samt den dåliga försäljningen av Playstation 3-konsoler. Till Playstation 3 kom istället Katamari Forever.
Det går att köpa fler banor via Xbox Games Store. Dessa banor finns redan på den skiva som spelet lagras i. Användaren får dessa banor upplåsta genom att betala ytterligare 200 Microsoft Points styck .